# Sullivan, New Hampshire
Sullivan är en kommun (town) i Cheshire County i delstaten New Hampshire i USA med 658 invånare (2020).